# مقاطعة جيراولد (داكوتا الجنوبية)
جيراولد (بالإنجليزية: Jerauld)‏ هي إحدى مقاطعات ولاية داكوتا الجنوبية في الولايات المتحدة الأمريكية.